# Alfred Harmsworth
Alfred Charles William Harmsworth, lord Northcliffe (Chapelizod, condado de Dublín, 15 de julio de 1865-Londres, 14 de agosto de 1922), fue un periodista y escritor irlandés, propietario y editor de varios de los periódicos de mayor éxito en la historia de la prensa británica y fundador del periodismo popular moderno, también conocido como el «Napoleón de la Prensa».
Dio auge extraordinario al periodismo nuevo, lo industrializó, creó un vasto imperio periodístico y se labró una sólida fortuna.

## Biografía
Hijo de un abogado empobrecido, el primero de seis hermanos, soñó con enriquecerse rápidamente. A los 17 años colaboró en Youth, de Herbert Ingram. Luego, en Bicycling News, de Edward Iliffe. Quería horizontes más amplios. Solventes periodistas le desaconsejaron que se dedicara al periodismo. Posteriormente tuvo una entrevista casual con George Newness, que había triunfado clamorosamente con Tit-Bits. Le complacía su sistema de periodismo popular, corto, rápido, interesante.
Cuando escribía en Lady's Pictorial, observa que la sección «preguntas y respuestas» tiene gran aceptación. Medita en un semanario titulado Answers. El 2 de junio de 1888, a sus 23 años, lanza el primer número: 12 páginas, a un penique, 12.000 ejemplares. Información y variedad de temas interesantes. Estuvo a punto de fracasar, pero ideó ingeniosos métodos de propaganda. Al año publica 25.000 ejemplares. Se le agrega su hermano Harold, hábil financiero, como administrador. Logra que el semanario produzca 30.000 libras de beneficio al año. Northcliffe se ingenia para que se hable de Answers. Ofrece un premio semanal de una libra esterlina, para toda su vida, a quien acierte la cantidad de oro y plata del Banco de Inglaterra el 4 de diciembre de 1889. La respuesta debe venir avalada por seis firmas: seis hablarían de Answers. Hubo 700.000 participantes. En 1889 el semanario publicaba 352.000 ejemplares. En 1894, más del millón, y 40.000 libras de ingreso. La fórmula estaba descubierta. Lanza otros cinco semanarios: para las mujeres, para los oficinistas, para los jóvenes, para los niños, y un dominical; todos con aceptación. Ese año 1894 financia la Expedición Jackson-Harmsworth, una expedición polar a la Tierra de Francisco José.
Adquirió en 1894 el Evening News, por 25.000 libras. Modificó su estructura: se dividieron las columnas en párrafos. Se podaron los reportajes. Tres o cuatro editoriales breves. Una columna dedicada a las mujeres, muy esmerada. Concursos semanales de deporte. Evening News, que antes perdía 100 libras semanales, obtuvo 14.000 libras de beneficio al año. A los seis meses publicaba 40.000 ejemplares y llegó a ser el vespertino de más circulación. Northcliffe aspiraba a fundar un diario de la mañana. Estudió, con un grupo entusiasta, durante tres meses, los métodos de William Stead en Pall Mall; los de George Newness en Tit-Bits; los de Thomas Power O'Connor en Star y los del nuevo periodismo americano de Joseph Pulitzer. Pero debía ser moderado y serio, como lo requería el público inglés. Su lema: «explicar, simplificar, ser claros».
Daily Mail apareció el 4 de mayo de 1896. Se vendieron 397.215 ejemplares. El promedio de sus ventas diarias era de 200.000. A fines del siglo llegó al millón. Se rodeó de buen equipo de redactores, a los que pagaba con generosidad. Elevó el nivel de los periodistas. Envió corresponsales a todas partes. Para acrecentar la circulación, alquiló trenes especiales, para que el Daily Mail estuviera al desayuno en todas las mesas. En política apoyó al imperialismo inglés. Fomentó concursos nacionales de aviación.
En su afán de agradar al público, favoreció el sensacionalismo, que en principio reprobaba. Convirtió el periodismo en industria, sin sospechar sus consecuencias. En 1903 compró el Weekly Dispatch de George Newness. En ese mismo año fundó el Daily Mirror, «escrito por mujeres para mujeres», pero éstas no lo aceptaron. Lo convirtió en ilustrado, para todos, y tuvo gran éxito. En 1905 adquirió el dominical Observer, y le fue concedido el título de lord Northcliffe. En 1908 llegó a ser el dueño principal de The Times, al que inyectó nueva vida. Era la consagración de su obra. El «Napoleón de la Prensa» había redondeado su imperio periodístico. A los 57 años, murió agotado en Londres. «Era la más grande figura que jamás pisó Fleet Street», dijo de él el magnate de la industria periodística Lord Beaverbrook.